# Alondra Arellano
Alondra Arellano Hernández (Santiago, 16 de abril de 1998) es una politóloga y dirigente política chilena, que ejerció como presidenta de Convergencia Social, partido político que integró la extinta coalición del Frente Amplio, siendo la presidenta más joven de un partido en la historia del país.

## Biografía
Hija de un técnico profesional y una ingeniera en medioambiente, nació en Santiago de Chile donde ha desarrollado la mayor parte de su vida.[cita requerida] Estudió en el Liceo Carmela Carvajal de Prat, donde gracias a su buen desempeño académico consiguió una beca que le permitió ir como estudiante de intercambio a Nueva Zelanda y posteriormente ingresó a la Pontificia Universidad Católica (PUC) donde se tituló como politóloga con magíster en gobierno y políticas públicas, coincidiendo su último año de estudio con el primer año de su gestión como presidenta de Convergencia Social.[cita requerida]
Tiene un nexo familiar con el fundador de Colo Colo, David Arellano, quien era primo de su bisabuelo, mientras que su abuelo –Juvenal Arellano– colaboró en la construcción del Estadio Monumental.

## Carrera política
Inició su actividad política como estudiante secundaria participando en el proceso de movilizaciones estudiantiles que emergió tras en 2011, época en la que ingresó al Frente de Estudiantes Libertarios (FEL). Posteriormente, continuó su militancia política en la Pontificia Universidad Católica de Chile, periodo en el que fue vicepresidenta del Centro de Estudiantes de Ciencia Política, una de las fundadoras de la Secretaría de Género de la Federación de Estudiantes (Segex UC) y una de las principales voceras de la Coordinadora Feminista Universitaria, involucrándose activamente en las manifestaciones feministas estudiantiles de 2018. 
Durante este proceso, participó en la toma de la Casa Central de la Universidad Católica que se realizó el 25 de mayo para exigir el cumplimiento de un petitorio que incluía entre otras demandas, la redacción de un nuevo protocolo que buscaba proteger a las estudiantes, funcionarias y académicas frente a casos de acoso. Finalmente, la toma se depuso el 28 de mayo tras el diálogo de las estudiantes con el rector Ignacio Sánchez, que decidió adoptar algunas de las medidas del petitorio. Dentro de su actividad política universitaria también destaca su participación en la Escuela Popular Aurora Argomedo que tras años de organización y formación aportó en terminar con el subcontrato al interior de la Universidad Católica.
Luego de la ola feminista y terminada su etapa como militante universitaria, fue parte del proceso de confluencia que dio origen a Convergencia Social, siendo elegida para formar parte del primer Comité Central del partido. Ya militando en CS se involucró junto a la red de politólogas y diferentes dirigentas feministas en el movimiento que impulsó la paridad en la composición de la Convención Constitucional. Posteriormente, en agosto de 2020 se presentó en las elecciones internas de CS en las que se transformó en la segunda presidenta en la historia de la organización, sucediendo a la diputada Gael Yeomans, convirtiéndose en la lideresa más joven a la cabeza de un partido político, asumiendo con tan solo 22 años.

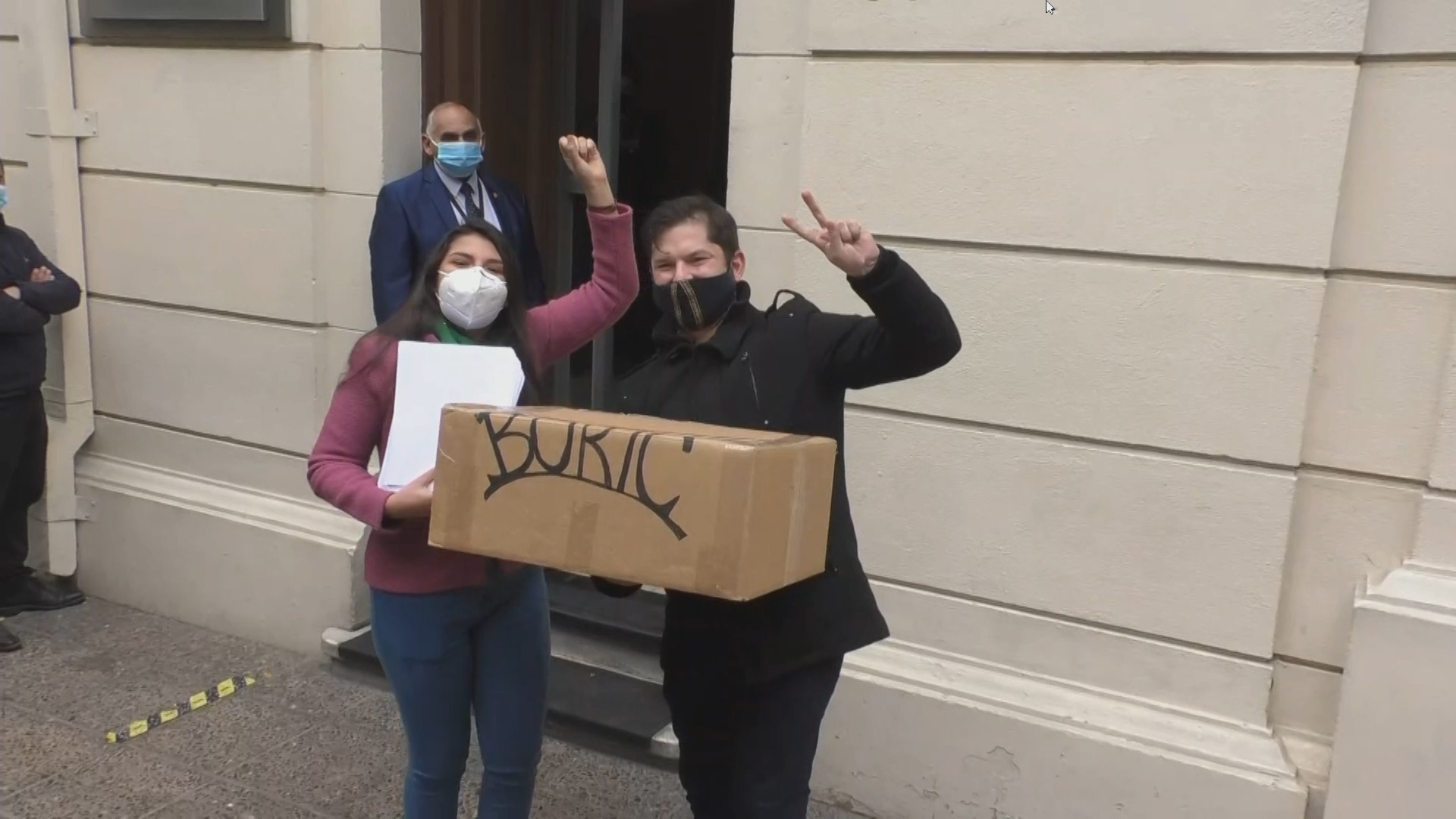
Arellano junto a Gabrel Boric entregando ante el Servel 25 mil firmas para Convergencia Social.

Durante su gestión, Convergencia Social logró legalizarse a nivel nacional e impulsó la creación del pacto electoral Apruebo Dignidad de cara a la elección de convencionales constituyentes, que reunió al Frente Amplio, Chile Digno e independientes, lista que finalmente fue la más votada dentro de la oposición, votación en la que CS obtuvo 7 constituyentes.
Para las elecciones parlamentarias de noviembre, se anunció que Arellano sería candidata a diputada por el distrito 14, suspendiendo temporalmente sus funciones como presidenta de Convergencia Social. Sin embargo no resultó electa.

## Historial electoral

### Elecciones parlamentarias de 2021
- Elecciones parlamentarias de 2021 a diputado por el distrito 14 (Alhué, Buin, Calera de Tango, Curacaví, El Monte, Isla de Maipo, María Pinto, Melipilla, Padre Hurtado, Paine, Peñaflor, San Bernardo, San Pedro y Talagante)[9]

| Candidato                  | Pacto                   | Partido | Votos  | %     | Resultados |
| -------------------------- | ----------------------- | ------- | ------ | ----- | ---------- |
| Marisela Santibáñez Novoa  | Apruebo Dignidad        | PCCh    | 55 755 | 17,12 | Diputada   |
| Raúl Leiva Carvajal        | Nuevo Pacto Social      | PS      | 40 850 | 12,54 | Diputado   |
| Juan Antonio Coloma Álamos | Chile Podemos Más       | UDI     | 34 676 | 10,67 | Diputado   |
| Leonardo Soto Ferrara      | Nuevo Pacto Social      | PS      | 20 791 | 6,38  | Diputado   |
| Juan Irarrázaval Rossel    | Frente Social Cristiano | PRCh    | 13 223 | 4,06  | Diputado   |
| Camila Musante Müller      | Apruebo Dignidad        | ILAR    | 12 335 | 3,79  | Diputada   |
| Cristóbal Orrego Sánchez   | Frente Social Cristiano | PRCh    | 9943   | 3,05  |            |
| Alejandra Novoa Sandoval   | Chile Podemos Más       | RN      | 8827   | 2,71  |            |
| Tomás Fuentes Barros       | Chile Podemos Más       | RN      | 8175   | 2,51  |            |
| Alondra Arellano Hernández | Apruebo Dignidad        | CS      | 4991   | 1,53  |            |
| Marcela Sandoval Osorio    | Apruebo Dignidad        | RD      | 4426   | 1,36  |            |